# Wassernabel (Gattung)
Die Pflanzengattung Wassernabel (Hydrocotyle) gehört zur Familie der Araliengewächse (Araliaceae). Die einzige in Mitteleuropa vorkommende Art dieser kleinen Sumpfpflanzen ist der Gewöhnliche Wassernabel (Hydrocotyle vulgaris).

## Beschreibung

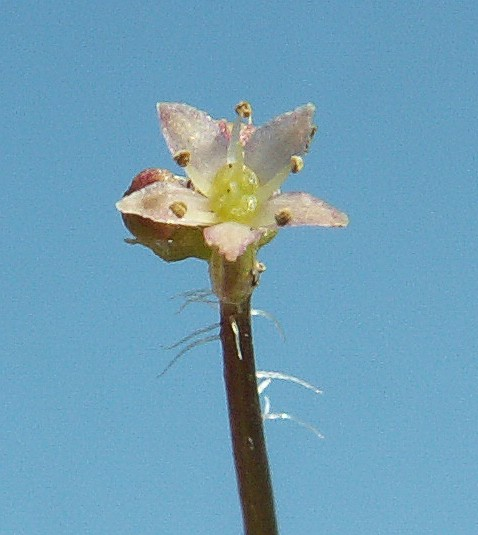
Blüte des Gewöhnlichen Wassernabel (Hydrocotyle vulgaris)

### Vegetative Merkmale
Wassernabel-Arten sind einjährige oder ausdauernde krautige Pflanzen. Die meist kriechend und schlank Stängel bewurzeln sich an den Knoten. Die Laubblätter sind in Blattstiel und Blattspreite gegliedert. Die ungeteilten Blattspreiten sind oft herzförmig. Nebenblätter sind vorhanden und häutig.

### Generative Merkmale
Die Blüten stehen in einfachen doldigen Blütenständen oder in Quirlen, in Blattachseln oder scheinbar dem Tragblatt gegenüber. Die zwittrigen Blüten sind unauffällig. Die Kelchzähne sind klein oder fehlen ganz. Die Blütenkronblätter sind weiß, grünlich oder gelb und haben eine gerade Spitze.
Die Frucht ist eiförmig oder fast scheibenförmig und seitlich stark zusammengedrückt. Die Fugenfläche ist klein. Die Rippen sind deutlich, die Mittelrippe der Außenfläche ist häufig geflügelt. Die Ölstriemen sind nur in den Hauptrippen und undeutlich ausgebildet oder ganz fehlend. Das Endokarp ist verholzt. Es wird kein Fruchtträger (Karpophor) gebildet.

## Systematik und Verbreitung

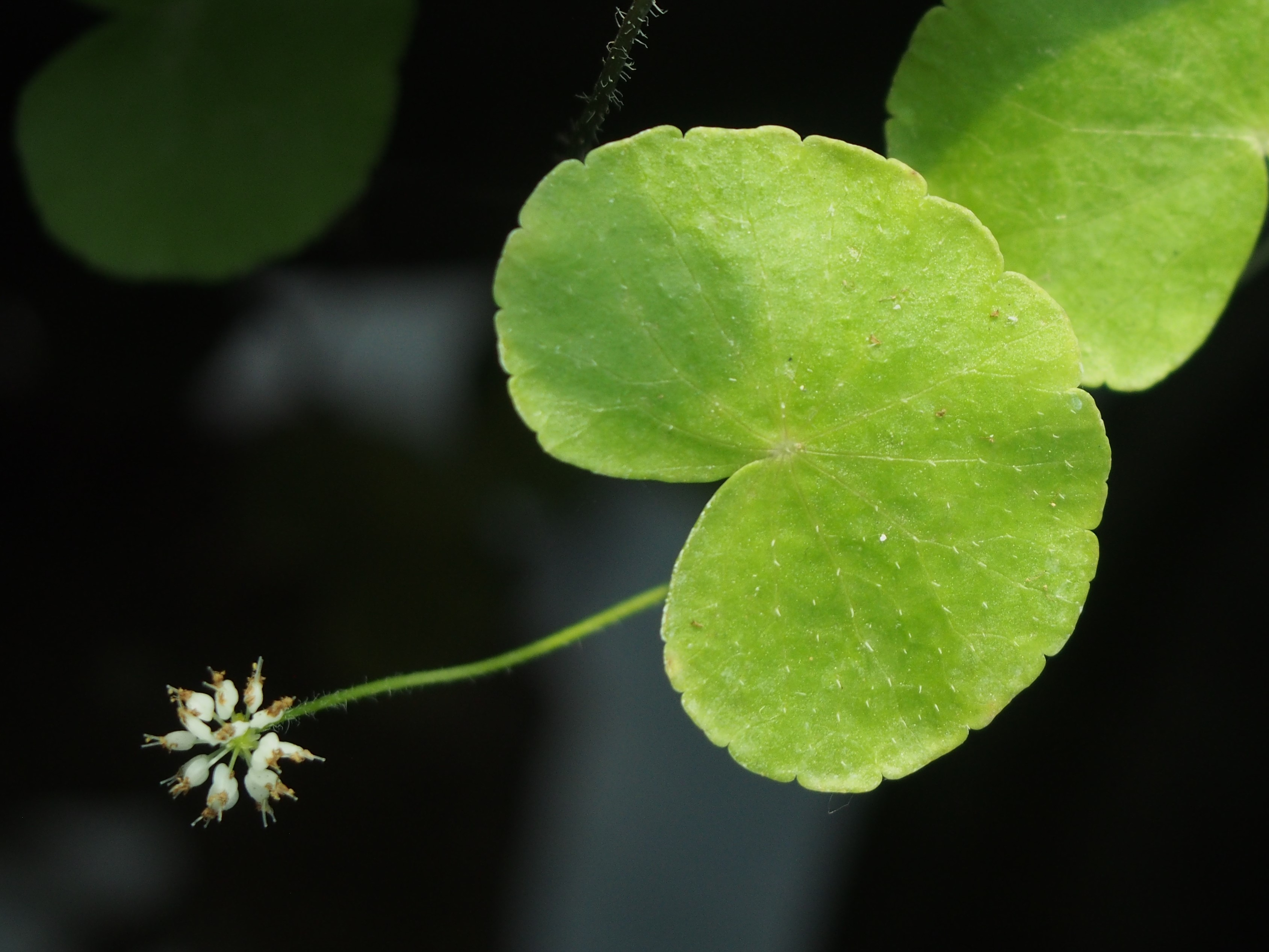
Brasilianischer Wassernabel (Hydrocotyle leucocephala)

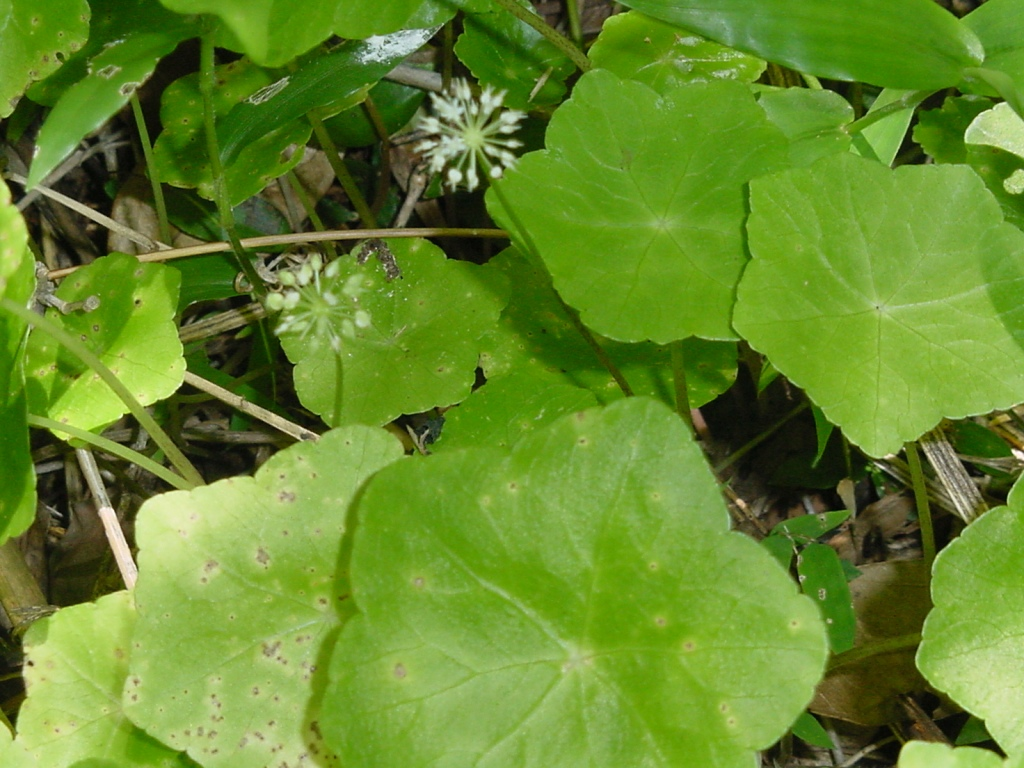
Hahnenfußähnlicher Wassernabel (Hydrocotyle ranunculoides)

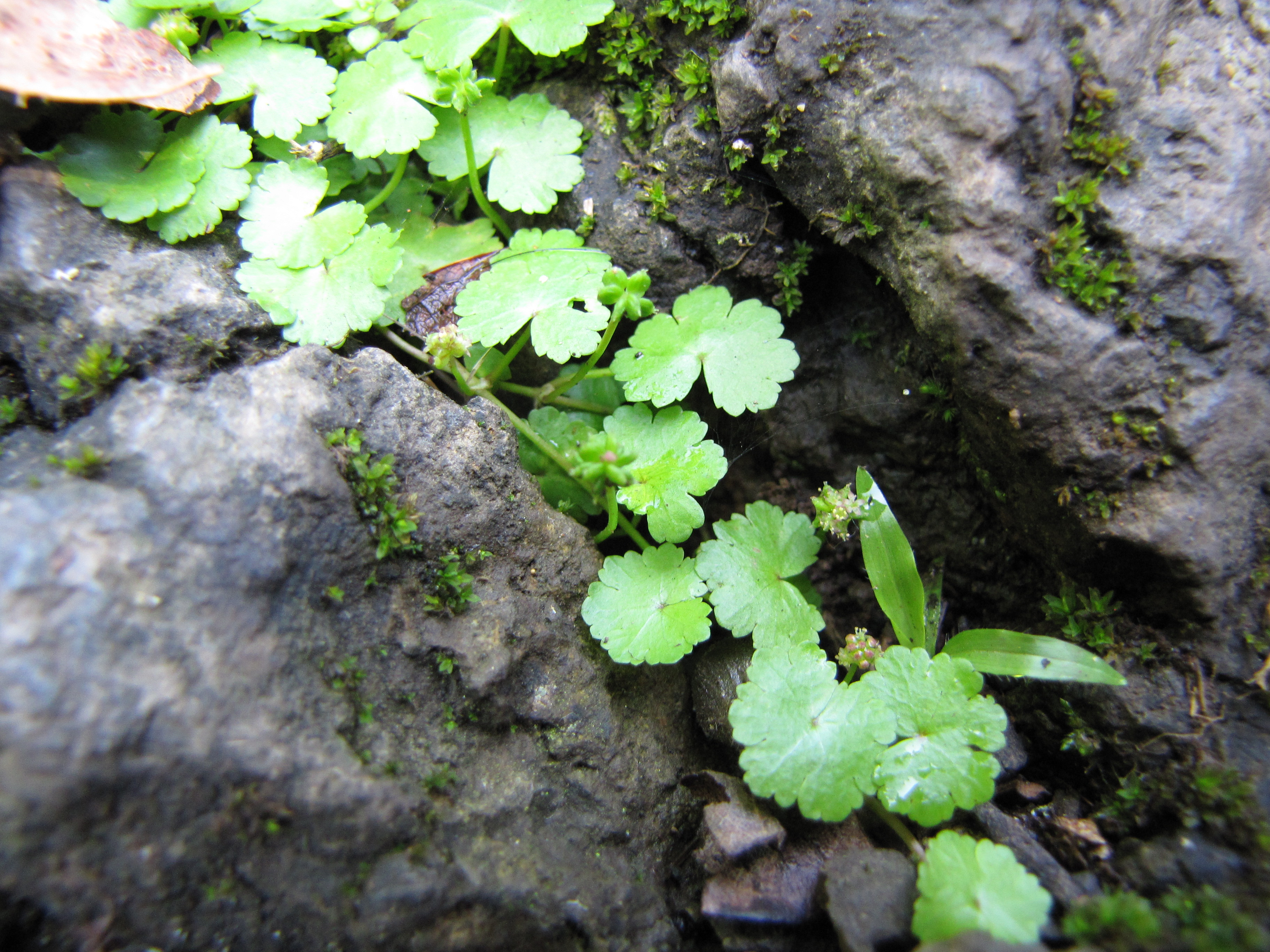
Hydrocotyle sibthorpioides als Neophyt auf Maui (Hawaii)

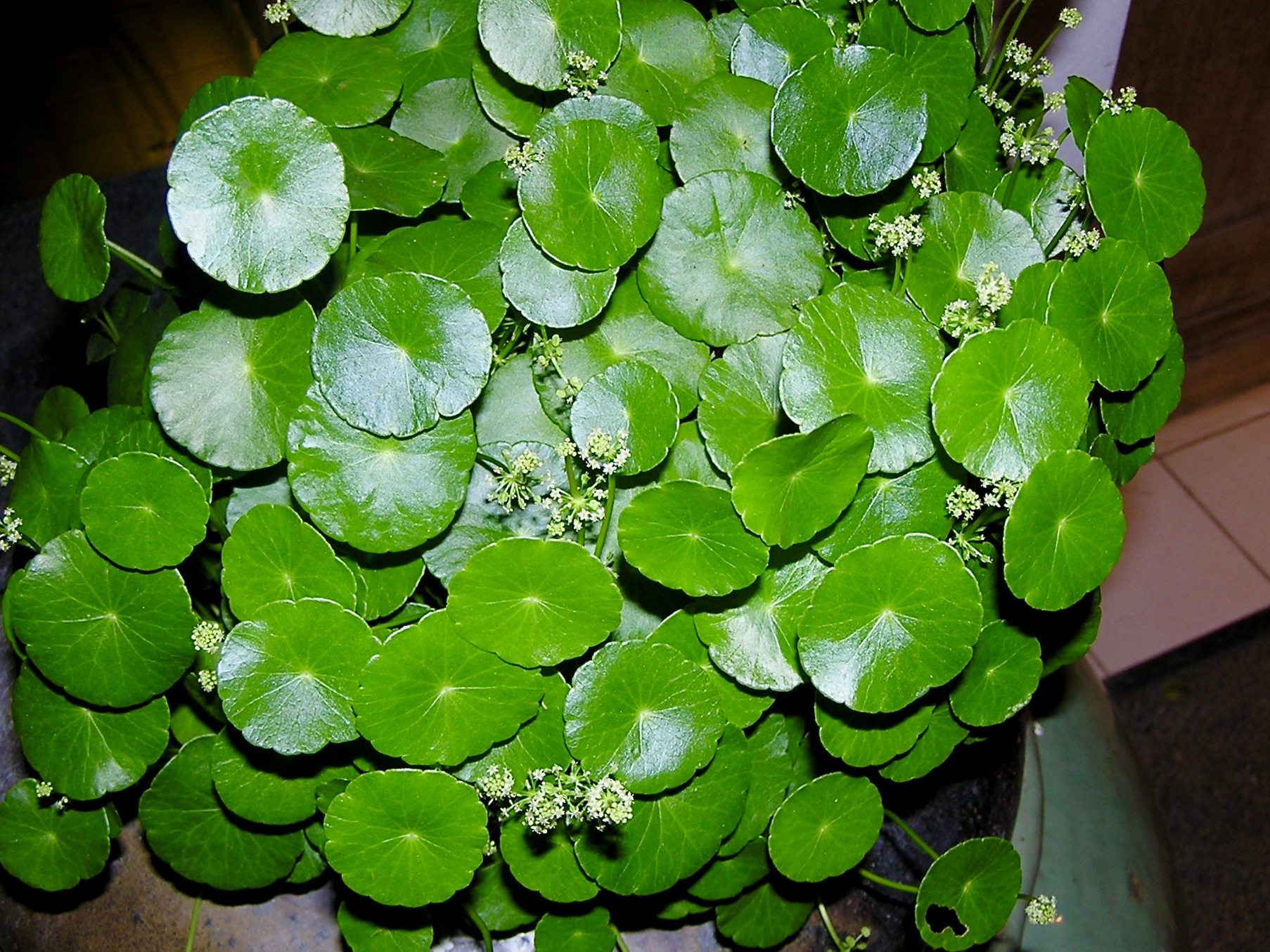
Amerikanischer Wassernabel (Hydrocotyle verticillata)

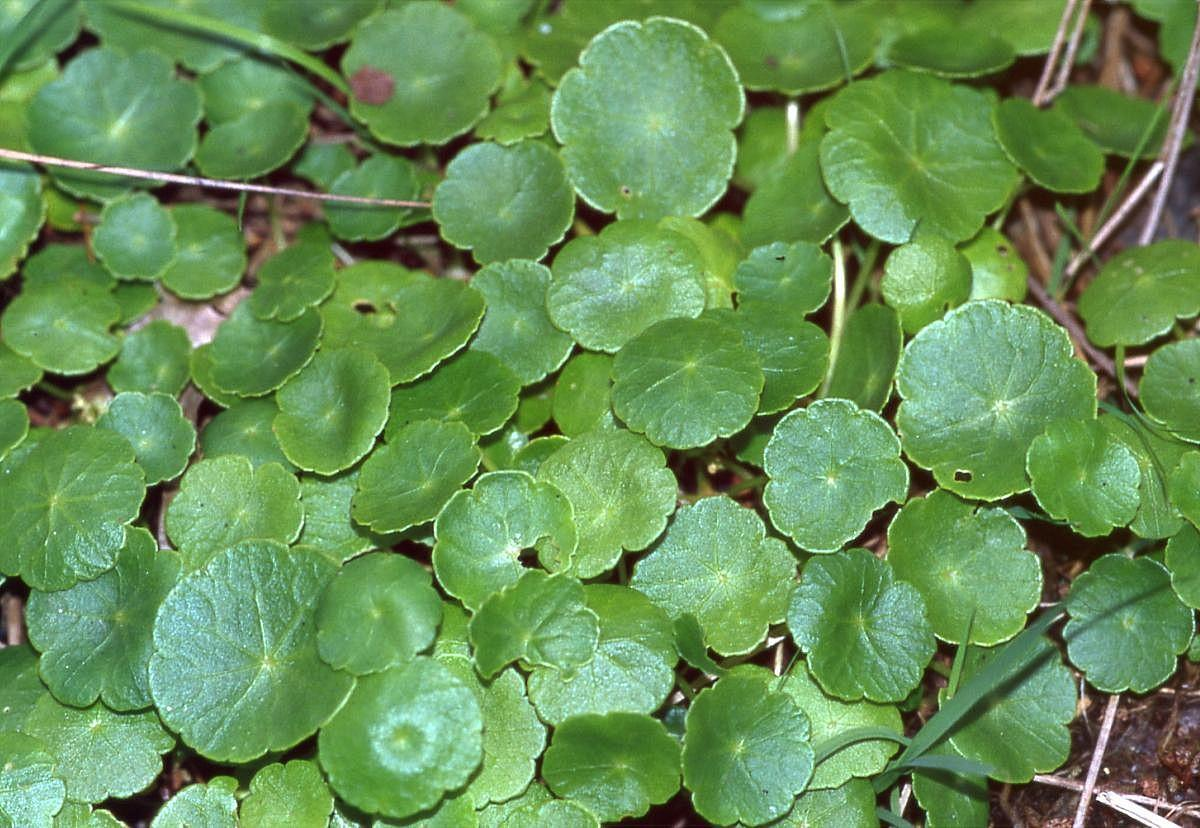
Gewöhnlicher Wassernabel (Hydrocotyle vulgaris)

Die Gattung Hydrocotyle wurde 1753 durch Carl von Linné in Species Plantarum, Tomus I, Seite 234 aufgestellt. Früher auch zu den Doldenblütlern (Apiaceae) gezählt.
Die Wassernabel-Arten kommen von tropischen bis in gemäßigte Gebiete vor. Der Verbreitungsschwerpunkt liegt auf der Südhalbkugel. Im östlichen und südlichen China sind 14 Arten beheimatet. In Mitteleuropa ist nur der Gewöhnliche Wassernabel (Hydrocotyle vulgaris) heimisch.
Nach der Flora of China werden etwa 75 bis 100 Arten, bei der Angiosperm Phylogeny Website bis zu 130 Arten in die Gattung Hydrocotyle gestellt (Auswahl):
- Hydrocotyle benguetensis Elmer (Syn.: Hydrocotyle ranunculifolia Ohwi, Hydrocotyle japonica Makino): Sie kommt im zentralen bis nördlichen Taiwan, Korea und den Philippinen vor.
- Hydrocotyle bonariensis Lam.: Das weite natürlichen Verbreitungsgebiet reicht vom südlichen Afrika über das südliche, zentralwestliche sowie westliche tropische Afrika bis zu Inseln des westlichen Indischen Ozeans und von den südlichen USA über Mexiko, Karibischen Inseln sowie Zentralamerika bis zu weiten Teilen Südamerikas.
- Hydrocotyle burmanica Kurz: Die Heimat ist Myanmar.
- Hydrocotyle calcicola Y.H.Li: Sie ist nur von der Typusaufsammlung bekannt. Die Fundortangaben sind schattiger, feuchter, grasiger Standort im tropischen Karst in einer Höhenlage von etwa 1500 Metern in Xishuangbanna im südlichen Yunnan. Vielleicht gehört diese Herbarexemplar zu Hydrocotyle sibthorpioides.[3]
- Hydrocotyle changanensis X.C.Du & Y.Ren: Die Erstbeschreibung erfolgte 2010. Sie wurde bisher nur an sumpfigen oder feuchten Standorten in Höhenlagen von 400 bis 600 Metern im Chang’an district, Xi’an, in der chinesischen Provinz Shaanxi gefunden.[3]
- Hydrocotyle dichondroides Makino: Es gibt nur wenige Aufsammlungen aus nördlichen Taiwan (Taipei) und Japan.[3]
- Hydrocotyle dielsiana H.Wolff: Sie gedeiht in Höhenlagen von etwa 1200 Metern in Badong im westlichen Hubei und in der chinesischen Provinz Sichuan.[3]
- Hydrocotyle himalaica P.K.Mukherjee: Sie kommt vom nördlichen Indien über Nepal sowie Bhutan bis Myanmar, östlichen Tibet und in den chinesischen Provinzen Guizhou, Hainan, westliches Sichuan, südliches bis westliches Yunnan vor.[3]
- Hydrocotyle hookeri (C.B.Clarke) Craib: Die seit 2004 etwa drei Unterarten kommen in Myanmar, im südöstlichen Tibet und in den chinesischen Provinzen Guangdong, Hunan, südwestliches Sichuan, südlichen bis westlichen Yunnan vor.[3]
- Hydrocotyle javanica Thunb.: Das Verbreitungsgebiet erstreckt sich vom östlichen Asien in Japan, Korea und auf Taiwan über Vietnam, den Indischen Subkontinent, Malesien bis in das östliche Australien und Inseln des südwestlichen Pazifik.
- Brasilianischer Wassernabel, auch Weißköpfiger Wassernabel bezeichnet[4] (Hydrocotyle leucocephala Cham. & Schltdl.): Das Verbreitungsgebiet reicht vom südlichen Mexiko über Zentralamerika bis Südamerika.
- Hydrocotyle nepalensis Hook. (Syn.: Hydrocotyle polycephala Wight & Arn.): Sie ist in der Himalaya-Region (Assam, Sikkim, Bhutan, östliches Nepal), Myanmar, Vietnam und weiten Gebieten Chinas verbreitet.[3]
- Hydrocotyle novae-zelandiae DC.: Die Heimat ist Neuseeland.
- Hydrocotyle pseudoconferta Masamune: Sie kommt in Taiwan, in der chinesische Provinz Yunnan sowie Myanmar vor.[3]
- Hydrocotyle ramiflora Maxim. (Syn.: Hydrocotyle maritima Honda): Sie kommt in Japan, in Taiwan (nur Taibei) und in der chinesischen Provinz Zhejiang (nur Tianmu Shan) vor. In der südwestlichen Türkei, im südlichen Russland und im nordöstlichen Indien ist sie ein Neophyt.[3]
- Hahnenfußähnlicher Wassernabel (Hydrocotyle ranunculoides L. f.): Das Verbreitungsgebiet liegt im tropischen Afrika, auf der Arabischen Halbinsel im Jemen und in Nord- und Südamerika.
- Hydrocotyle salwinica R.H.Shan & S.L.Liou: Sie gedeiht in Höhenlagen von 1600 bis 3100 Metern im östlichen Tibet und im nordwestlichen Yunnan.[3]
- Hydrocotyle setulosa Hayata (Syn.: Hydrocotyle laxiflora Masam., Hydrocotyle masamunei M.Hiroe): Sie gedeiht in Höhenlagen von 1500 bis 3000 Metern in Taiwan.[3]
- Hydrocotyle sibthorpioides Lam. (Syn.: Hydrocotyle rotundifolia Roxb. ex DC.[5]): Das ursprüngliche weite Verbreitungsgebiet reicht vom tropischen Afrika über die Arabische Halbinsel (Jemen) und Inseln des Westindischen Ozeans bis zum Indischen Subkontinent und über Malesien, Hinterindien, China sowie Taiwan bis Japan.[3]
- Hydrocotyle umbellata L.: Sie ist in der Neuen Welt weitverbreitet.
- Amerikanischer Wassernabel (Hydrocotyle verticillata Thunb.): Er ist in den gemäßigten und subtropischen Regionen Nord- und Südamerikas weitverbreitet.
- Gewöhnlicher Wassernabel (Hydrocotyle vulgaris L.): Die Heimat ist in das subatlantische (bis submediterrane) Europa; er kommt auch in Mitteleuropa vor. Er ist auch im Kaukasusgebiet in Aserbaidschan und Georgien verbreitet.
- Hydrocotyle wilfordii Max.: Sie ist in Vietnam, Korea im südlichen China und Japan verbreitet.[3]
- Hydrocotyle wilsonii Diels ex R.H.Shan & S.L.Liou: Sie gedeiht in Höhenlagen von 1200 bis 1800 Metern nur im westlichen Hubei (nur Badong sowie Jianshi) und in Fengjie in Chongqing vor.[3]

## Verwendung
Einige Arten spielen in der Aquaristik eine Rolle. Dazu zählen der Brasilianische Wassernabel (Hydrocotyle leucocephala), der Gewöhnliche Wassernabel (Hydrocotyle vulgaris), der Amerikanische Wassernabel (Hydrocotyle verticillata), der Kriechende Wassernabel (Hydrocotyle sibthorpioides) und andere Arten.